# كارل شبيتزفيج
كارل سبيتزويج (بالإنجليزية: Carl Spitzweg)‏ هو شاعر ورسام ألماني رومانسي، ولد في 5 فبراير 1808 في مقاطعة غرمرينغ بالقرب من ميونيخ (بافاريا)، وتوفي 23 سبتمبر  1885 في ميونيخ.

## سيرة شخصية
كانت والدة كارل سبيتزويج، فرانزيسكا سبيتزويج، ابنة تاجر فواكه ثري من منطقة ميونيخ. كان والده، سيمون سبيتزويغ، من بلدة فورستنفلدبروك، في بافاريا العليا.
في سن الحادية عشرة، فقد كارل والدته. في نفس العام تزوج والده من أخت زوجته الراحلة ماريا كريسينز. تخرج من المدرسة الثانوية عام 1825 بعد حصوله على العديد من الجوائز.
درس الصيدلة وعلم النبات والكيمياء في جامعة ميونيخ واستقر كصيدلاني في عام 1832. رسم أولاً بدافع الشغف في وقت فراغه، وقرر أن يجعله نشاطه الرئيسي من عام 1833. لوحاته مستوحاة من حياة البرجوازية الصغيرة، لكنه يرسم أيضًا مناظر طبيعية. منذ عام 1847 أصبح صديقًا للرسام موريتز فون شويند، الذي كان معجبًا به.
بين عامي 1843 و1853 تعاون مع صحيفة كرسام كاريكاتير.
تحدث عدة لغات وسافر كثيرًا، غالبًا سيرًا على الأقدام. زار باريس ولندن وبراغ وإيطاليا وبلجيكا. في عام 1865، توقف عن السفر لأسباب صحية ومكث في ميونيخ. مات في سبتمبر 1885 بعد السكتة الدماغية.

## الأعمال
رسم أكثر من 1,500 لوحة.
- الجيولوجي (4 إصدارات معروفة)
- الإنجليزي في حملته (حوالي 1835)
- The Poor Poet (3 إصدارات)
- الطائرات الورقية
- جنوم يراقب القطار
- رسالة الحب السرية
- الناسكا